# هیل، مونتانا
هیل (به انگلیسی: South Hills) شهری در ایالت مونتانا کشور ایالات متحده آمریکا است که جمعیت آن در سرشماری سال ۲۰۱۰ میلادی، ۵۱۷ نفر بوده‌است.